# Sentō

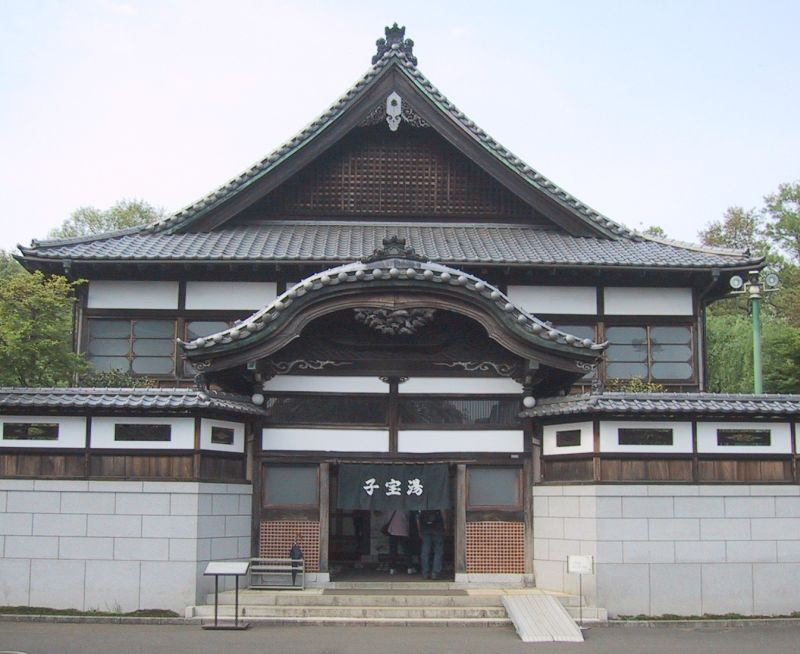
Entrada do sentō no museu ao ar livre de Tóquio

Um sentō (銭湯, せんとう) é uma casa de banhos comunal japonesa. Tipicamente, estas casas de banhos são bastante utilitárias com uma grande sala em que os sexos estão separados por uma barreira elevada, uma linha de chuveiros ao longo de uma das paredes e uma grande banheira onde os utilizadores já banhados se podem sentar ao longo da outra. Desde a década de 1980 o número destas casas de banhos tem vindo a decrescer à medida que cada vez mais japoneses tomam banho em casa, e há japoneses preocupados pois pensam que sem a skinship da nudez mútua, as crianças não irão socializar-se convenientemente. Uma forma especial do sentō é o onsen, que é um sentō que usa a água de uma nascente quente natural.

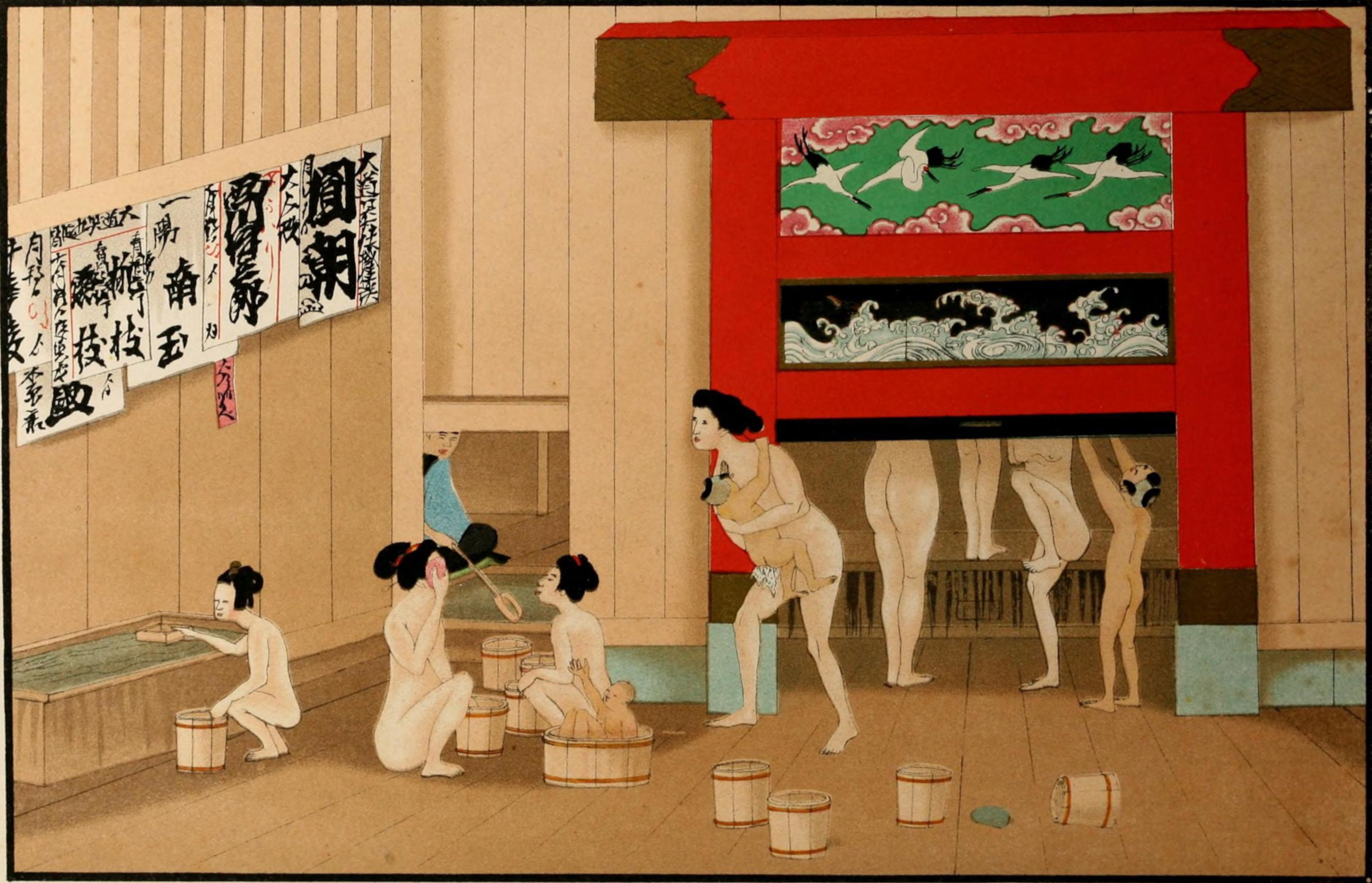
Gravura de 1867
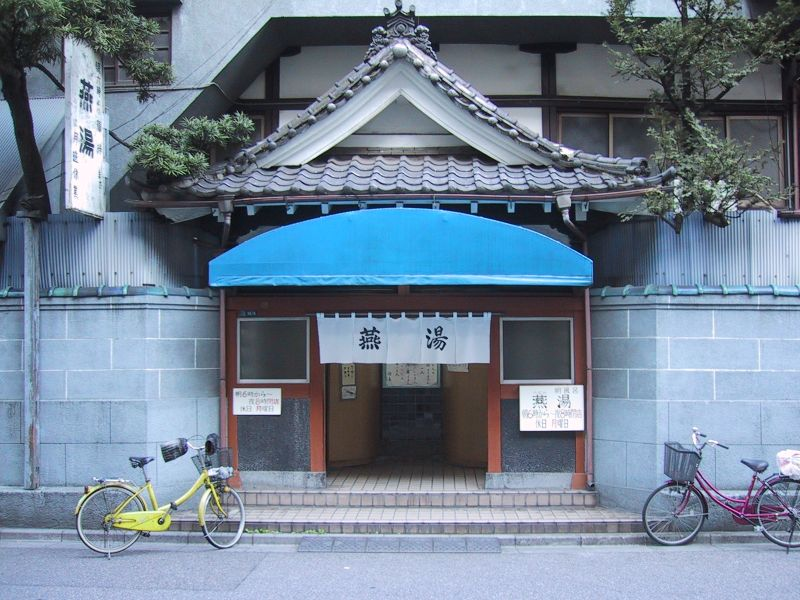
Entrada de um sentō em Tóquio